# بیانکا لمبلین
بیانکا لمبلین (به فرانسوی: Bianca Lamblin) (زاده ۱۹۲۱ - درگذشته ۲۰۱۱ میلادی) نویسنده‌ای یهودی بود که در لهستان به دنیا آمد و البته به دلیل مهاجرت زودهنگام آنها به فرانسه او همیشه خود را یک فرانسوی می‌دانسته است. بیانکا در هفده سالگی با معلم فلسفه خود سیمون دو بووار و سپس به واسطه دو بووار با ژان-پل سارتر وارد رابطه عاطفی شد. در سال ۱۹۴۳ پروانه تدریس دوبوار به جرم رابطه با افراد زیر ۱۸ سال برای همیشه در فرانسه لغو شد. دوبوار بعدها تلاش کرد با پیش بردن یک تلاش حقوقی برای رسمیت دادن به حق افراد زیر ۱۸ سال برای داشتن رابطه با افراد مسن تر، این رابطه را قانونی کند و از اتهام ارتباط با افراد زیر ۱۸ سال رها شود.

## رابطه ننگین
وی در کتابی که با عنوان رابطه ننگین منتشر کرد، به شرح روابط جنسی خود با این دو متفکر بزرگ قرن بیستم فرانسه پرداخت. لمبلین در این کتاب ادعا کرد که پیش از ورود به رابطه سارتر و دوبوار، دوبوار مدت‌ها از او سوء استفاده جنسی می‌کرده است.  او در کتاب خود به نام رابطه ننگین می‌نویسد در بهار سال ۱۹۳۹ وقتی که سارتر او را برای سکس به هتلی می‌برد «با خوشحالی و پررویی» به او گفته بود «مستخدمه هتل خیلی غافلگیر می‌شود چون من همین دیروز بکارت دختری را در آنجا برداشتم».  او می‌گوید به نظرش سارتر رویکردی ناجور و حتی وحشیانه به سکس داشت که نشان می‌داد روان نژندی او باعث می‌شود نتواند خود را به‌طور کامل در اختیار زنان بدهد. این ویژگی برعکس نامه‌های اوست که به لحاظ عاطفی گرم و رمانتیک هستند. 
در دهه ۱۹۹۰ که نامه های سارتر و دوبوار به هم منتشر شدند، لمبلین متوجه شد که سارتر و دوبوار در این نامه ها با تحقیر و تمسخر درباره او صحبت کرده اند و به همین دلیل تصمیم گرفت ساکت نماند و روایت خودش از روابط سه نفره اش با آن ها، و همینطور از روابط سه نفره دیگر آن ها را فاش کند. 
نشر لوگوس کتاب رابطه ننگین را در ایران منتشر کرده است.

## زندگی شخصی
لمبلین بعدها با برنارد لمبلین ازدواج کرد و نام خانوادگی خود که در ابتدا بیننفلد بود را به لمبلین تغییر داد. آنها صاحب دو دختر شدند. لمبلین تا آخر عمر به کار نویسندگی اشتغال داشت.